# Catrin Große
Catrin Große, oft auch gelistet als C.G. Grosse (* 1964 in Finsterwalde), ist eine deutsche Malerin, Grafikerin und Bildhauerin.

## Werdegang
Catrin Große studierte 1984 bis 1989 Malerei/Grafik an der Hochschule für Bildende Künste Dresden und erhielt 1991 das Diplom. Sie gehörte in ihren ganz jungen Jahren zur alternativen Kunstszene in der DDR. Bereits 1986 stellte sie in der „Underground“-Wohnzimmergalerie von Jörg Deloch im zweiten Stock des Hinterhauses in der Schönhauser Allee 50 in Berlin aus.
1991 bis 1993 war sie Meisterschülerin bei Günter Horlbeck. Durch die Philip-Morris-Kunstförderung bekam sie 1993–1994 ein Aufenthaltsstipendium im Museum Schloss Moritzburg. Darauf folgte 1994–1995 ein DAAD-Stipendium für ein postgraduales Studium am Royal College of Art in London bei Tim Mara in der Abteilung Druckgrafik.
In London entwickelte sie ein Prägedruckverfahren, das verschiedene Drucktechniken in einem einzigen Druckvorgang durch Walzvorgänge oder Zerschneiden des Druckstocks kombiniert. Gedruckt wird mit Ölfarbe auf sehr schwerem Baumwoll-Büttenpapier auf einer Tiefdruck-Walzenpresse mit sehr weichen Filzen oder Schaumgummi. Sie bezeichnet dieses Verfahren als Ambossdruck.
Seit 1995 arbeitet Catrin Große freischaffend als Malerin, Grafikerin und Bildhauerin. Sie hielt seitdem zahlreiche Vorträge und Workshops (z. B. an der University of Art & Design in Coventry, am Yale College Wrexham und der University of Wales). Seit 2002 vermittelt sie Kreativtechniken, entwickelt Angebote für die Erweiterung des Kunstunterrichts und die Integration künstlerisch-ästhetischer Prozesse in den Lernprozess (seit 2005 im ARTuS!-Projekt).
Sie beschäftigte sich von 1997 bis 2006 mit Keramik in Zusammenarbeit mit der Keramikerin Ilona Möbert aus Cottbus und den Firmen Sachsen-Porzellan (Freital) und Arita (Meißen) sowie mit der Schmuckgestalterin Brit Kolleß aus Dresden.
Seit 2004 entstanden filmische Projekte (Film „Wahlwerbung“ 2004, „Blickwinkel“ 2004–2005, „Wechselspiel“ 2006, „Nationalhymne“ 2007).
Catrin Große ist Mutter von zwei Kindern. Seit 1998 arbeitet sie vorwiegend auf den Gebieten Druckgrafik, Skulptur und Installation. Seit 2007 unterrichtet sie auch im Fach Malerei und Grafik an der Kreismusikschule „Gebrüder Graun“ in Herzberg. Sie ist Mitglied der GEDOK.
Ihr Urgroßvater war der Maler Adolf Theodor Werner (1827–1904).

## Ausstellungen
- 1995: Puzzeles, Linolschnitte, Galerie Sillack, Dresden.[6]
- 2001: Galerie Beyer, Dresden.[7]
- 2003: Existenz, Ministerium für Wissenschaft, Forschung und Kultur, Potsdam.[8]
- 2003: Druckstöcke, Erlebnisfest der Sinne im Park von Großenhain.[9]
- 2003: Sieben hölzerne Kunstbänke, Galerie Roter Turm, Dresden.[10]
- 2006: woodcuts, MTProject, Moskau.
- 2006: In Bewegung, Produzentengalerie „M“ des BVBK e. V.[11]
- 2007: europäische Kunst, Il Ponte Galerie, Neapel, Italien.
- 2007: Grafikbiennale, Wanderausstellung in Wales und England.
- 2009: Engelsgeflüster, Schloss Doberlug.[12]
- 2010: Engelsgeflüster, Wilhelm-Morgner-Haus, Soest.[13]

## Werke in öffentlichem Besitz
- Musèe 2000, Luxemburg.
- Kupferstichkabinett Dresden der Staatlichen Kunstsammlungen Dresden.[14]
- Landtag Stuttgart.
- Kulturstiftung des Freistaates Sachsen.
- Royal College of Art, Grafische Sammlungen, England.
- Deutsche Botschaft Bangkok, Thailand.[15]

## Veröffentlichungen
- 1994: Katalog „Vier in Dresden. Catrin Grosse, Caroline Kober, Katrin Kunert, Andreas Winkler“ (Ausstellung der Stipendiaten der Philip-Morris-Kunstförderung, Dresden 1994).[16]
- 2004: Katalog „Torf und Pantone“ (Kulturamt Dresden für die Ausstellung Saite, Dresden).
- 2006: Katalog „Druckstöcke“, (Kulturamt Dresden für die Ausstellung im Leonhardi-Museum Dresden).
- 2008: Katalog „Lichtbogen“, (Vattenfall, für die Ausstellung im Konzernsitz Cottbus)
- 2015: Kalender „Kunstkalender 2016“ (Bauer Fruchtsäfte)